# Exercițiu de admirație
Exercițiu de admirație este un film românesc din 1992 regizat de Constantin Chelba. În film apar scriitorii Emil Cioran și Petre Țuțea, precum și Aurel Cioran, fratele lui Emil Cioran.

## Distribuție
Distribuția filmului este alcătuită din:
- Gabriel Liiceanu — El însuși